# Miss Universe Colombia 2020
La 1.ª edición del certamen Miss Universe Colombia se realizó  el lunes 16 de noviembre en el Pabellón de Cristal de la ciudad de Barranquilla. 30 candidatas provenientes de diferentes departamentos y ciudades del país compitieron por el título. Al final del evento, Laura Olascuaga representante del departamento de Bolívar fue coronada como Miss Universe Colombia 2020, permitiéndole participar en Miss Universo 2020.
La gala final fue emitida en vivo por el Canal RCN, y tuvo como conductores principales a la modelo y actriz Valerie Domínguez, y al actor Sebastián Carvajal. Conto, de igual manera, con comentarios en backstage de los presentadores Susy Mora y Diego Pascuas. Los artistas Maía, Felipe Peláez y Mr. Black fueron los encargados de amenizar la velada de elección y coronación.

## Antecedentes
Después de finalizar sin éxito los acuerdos con el Concurso Nacional de Belleza para enviar a María Fernanda Aristizábal (elegida Señorita Colombia en noviembre de 2019) al certamen de Miss Universo, la presidenta de la organización Miss Universe Colombia, Natalie Ackermann, abrió un casting nacional virtual/presencial y dio vía libre a la ejecución de un nuevo certamen para elegir a la representante de Colombia en el concurso internacional.

## Resultados

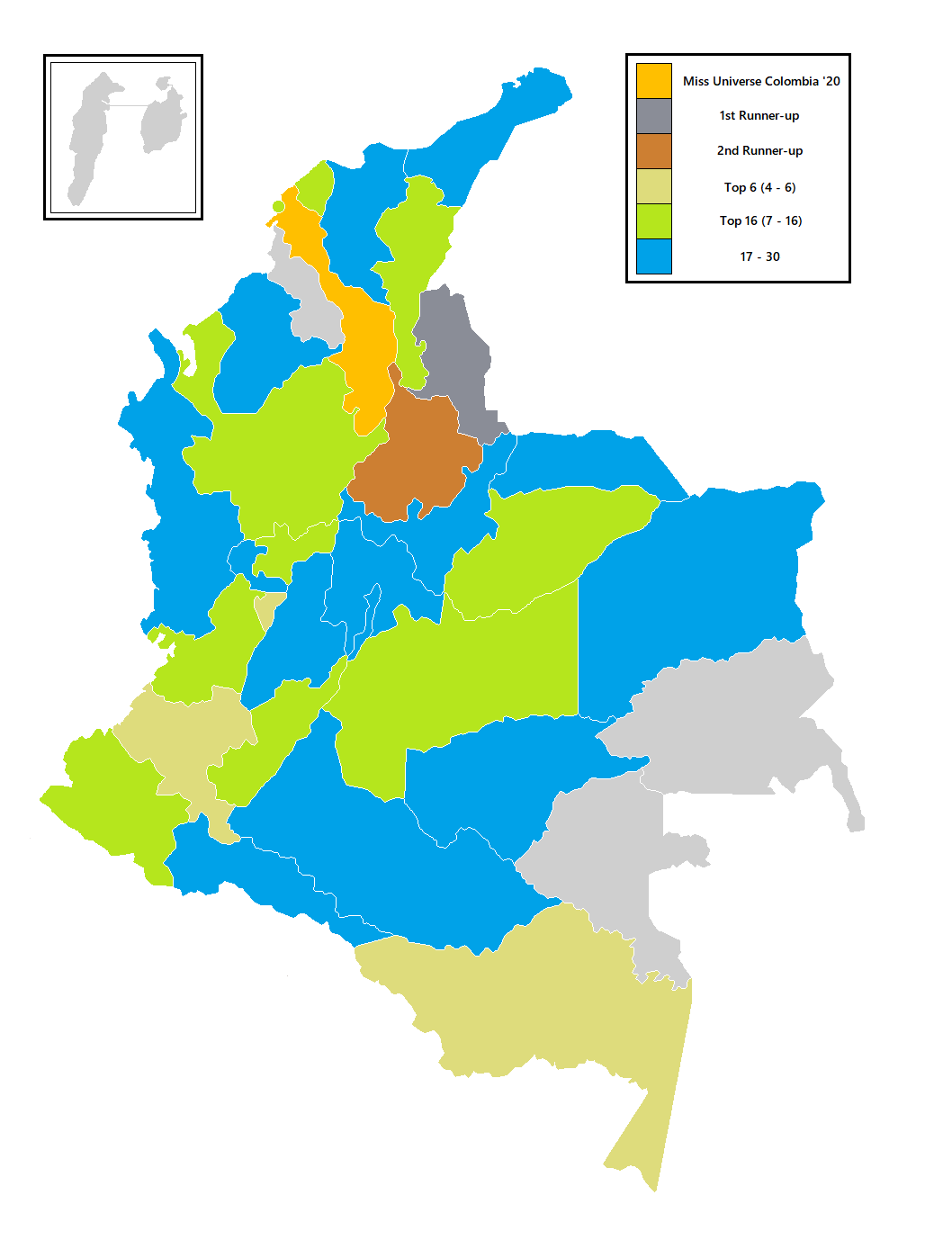
Resultados de Miss Universe Colombia 2020

| Resultado final             | Candidata |
| --------------------------- | --- |
| Miss Universe Colombia 2020 | - Bolívar – Laura Olascuaga |
| Primera Finalista           | - Norte de Santander Jenifer Pulgarín |
| Segunda Finalista           | - Santander- Laura Juliana Lamus |
| Top 6                       | - Amazonas - Dayana Cárdenas - Cauca - Bárbara Rodríguez - Quindío - Yeraldin Grajales § |
| Top 16                      | - Antioquia - Carolina Londoño - Atlántico - María Alejandra Castillo - Caldas - Juliana Aristizábal - Cartagena - Marelis Salas - Casanare - Gina Paola Cazarán - Cesar - Mary Trini Araque - Huila - María José Vargas - Meta - Juliana Franco - Nariño - Dahiara García - Valle del Cauca - Angie Patricia Cuero |

§ Votada por el público vía internet para completar el cuadro de 16 semifinalistas.

## Premiaciones especiales
| Premio                   | Ganadora                                            |
| ------------------------ | --------------------------------------------------- |
| Figura Fitness-Bodytech  | - Cundinamarca - Daniela Valentina Mejía Forero     |
| Miss Elegancia Mariano   | - Bolívar - Laura Victoria Olascuaga Pinto          |
| Miss Bulova Time         | - Quindío - Yeraldin Grajales Arias                 |
| Miss Bioseguridad Luvone | - Meta - María Juliana Franco Ramos                 |
| Miss Simpatía            | - Cauca - Bárbara Rodríguez Nazarith                |
| Mejor Sonrisa            | - Quindío - Yeraldin Grajales Arias                 |
| Rostro Caretas           | - Santander- Laura Juliana Lamus Vargas             |
| Mejor Cabello            | - Atlántico - María Alejandra Castillo Schoonewolff |
| Mejor Cuerpo             | - Cartagena - Marelis Salas Julio                   |
| Mejor Traje Típico       | - Amazonas - Dayana Cárdenas Mestra                 |

#### Figura Fitness-Bodytech
Es un título otorgado a la candidata que presente la mayor resistencia física de todo el grupo, a través de la realización de una serie de pruebas. El premio corresponde a un entrenamiento personalizado con un mentor Fitness durante 3 meses, además de 1 año de membresía en la cadena de gimnasios Bodytech.
| Puesto   | Candidata                                                                               |
| -------- | --------------------------------------------------------------------------------------- |
| Ganadora | - Cundinamarca - Daniela Valentina Mejía Forero                                         |
| Top 3    | - Atlántico - María Alejandra Castillo Schoonewolff - Quindío - Yeraldin Grajales Arias |

#### Miss Bulova Time
Bulova, marca patrocinadora del concurso, realiza entrega de un reloj especial avaluado en, aproximadamente, COL$ 8 500 000 a la representante más creativa, innovadora y original al momento de realizar contenido para sus redes sociales promocionando el nombre de la empresa. Además, otro de los factores que se tiene en cuenta para otorgar el reconocimiento de Miss Bulova Time es la puntualidad de las candidatas en cada una de las actividades llevadas a cabo durante la concentración.
| Puesto        | Candidata |
| ------------- | --- |
| Ganadora      | - Quindío - Yeraldin Grajales Arias |
| Segundo lugar | - Córdoba - Carolina Guerra Agámez |
| Tercer lugar  | - Bolívar - Laura Victoria Olascuaga Pinto |
| Top 10        | - Antioquia - Carolina Londoño Mejía - Atlántico - María Alejandra Castillo Schoonewolff - Cartagena - Marelis Salas Julio - Casanare - Gina Paola Cazarán Bohórquez - Huila - María José Vargas Fierro - Norte de Santander - Jenifer Pulgarín Candelo - Santander - Laura Juliana Lamus Vargas |

#### Miss Elegancia Mariano
Es una competencia realizada con el objetivo de elegir a la delegada que mejor se desenvuelva en una pasarela elegante durante dos salidas. Las concursantes deben lucir los diseños de la firma Mariano Fernández, patrocinador del certamen, de manera fina y con clase, mostrando seguridad y confianza en sí mismas.
| Puesto   | Candidata |
| -------- | --- |
| Ganadora | - Bolívar - Laura Victoria Olascuaga Pinto                                                                           |
| Top 3    | - Cartagena - Marelis Salas Julio - Cauca - Bárbara Rodríguez Nazarith                                               |
| Top 6    | - Huila - María José Vargas Fierro - Meta - María Juliana Franco Ramos - Risaralda - Alejandra Buitrago Carrasquilla |

#### Mejor Traje de Fantasía
Reconocimiento a las candidatas y diseñadores que se destacaron en el desfile de traje típico.
| Puesto   | Candidata                                                                    |
| -------- | ---------------------------------------------------------------------------- |
| Ganadora | - Amazonas - Dayanna Cardenas                                                |
| Top 3    | - Cundinamarca - Daniela Valentina Mejía Forero - Vichada - Vanessa Saavedra |

#### Miss Bioseguridad Luvone
El premio a la Miss Bioseguridad Luvone es destinado a la participante que convenza a los jueces sobre su capacidad de liderazgo frente a la difícil realidad que enfrenta el mundo debido a la pandemia de COVID-19, exponiendo las alternativas y/o soluciones que daría para que la población comprenda la importancia del autocuidado. Además, mediante su discurso, debe encargarse de vender el producto principal de la marca Luvone: gel antibacterial. La ganadora recibe un premio de COL$ 10 000 000 y se convierte en la embajadora y figura comercial de la empresa.
| Puesto   | Candidata                                                                                                |
| -------- | --- |
| Ganadora | - Meta - María Juliana Franco Ramos                                                                      |
| Top 3    | - Bolívar - Laura Victoria Olascuaga Pinto - Casanare - Gina Paola Cazarán Bohórquez                     |
| Top 6    | - Amazonas - Dayana Cárdenas Mestra - Cesar - Mary Trini Araque Díaz - Quindío - Yeraldin Grajales Arias |

## Áreas de competencia

### Final
La noche final fue  transmitida en vivo por el Canal RCN desde el Pabellón de Cristal (Barranquilla, Colombia) el lunes 16 de noviembre.
Ese año fue implementado el sistema de elección popular, en el que el público de cualquier lugar podraá votar por la candidata de su preferencia, con el objehtivo de ingresar al cuadro de 16 semifinalistas. Las candidatas restantes serán seleccionadas de acuerdo a su desempeño en las diferentes actividades preliminares y en su entrevista final con el jurado calificador.

#### Comité de Selección
- Catriona Gray - Modelo y cantante filipina; Miss Universe 2018.
- Amalín de Hazbún - Diseñadora de modas
- Luz Elena Restrepo - Señorita Colombia 1967.
- Natalia Barulich - Modelo y ex-reina de belleza.
- Pilar Guzmán Lizarazo - Mánager General para Colombia de la Red Iberoamericana de Relaciones Públicas.

## Candidatas
30 concursantes participarán en Miss Universe Colombia 2020.
| Departamento              | Candidata                             | Edad | Estatura | Residencia          |
| ------------------------- | ------------------------------------- | ---- | -------- | ------------------- |
| Amazonas (Cb. El Encanto) | Dayana Cárdenas Mestra                | 22   | 1.78     | Valledupar          |
| Antioquia                 | Carolina Londoño Mejía                | 27   | 1.76     | Bello               |
| Arauca                    | Génesis Andrea Quintero Pérez         | 28   | 1.78     | Arauca              |
| Atlántico                 | María Alejandra Castillo Schoonewolff | 24   | 1.74     | Barranquilla        |
| Bogotá D.C                | María del Mar Meza Sánchez            | 28   | 1.78     | Bogotá D.C          |
| Bolívar                   | Laura Victoria Olascuaga Pinto        | 25   | 1.80     | Cartagena de Indias |
| Boyacá                    | Laura Michelle Montañez Medina        | 24   | 1.78     | Sogamoso            |
| Caldas                    | Juliana Aristizábal Bríñez            | 24   | 1.73     | Armenia             |
| Caquetá                   | Luisa Fernanda Ardila Quiñones        | 23   | 1.74     | El Doncello         |
| Cartagena                 | Marelis Salas Julio                   | 25   | 1.83     | María La Baja       |
| Casanare                  | Gina Paola Cazarán Bohórquez          | 25   | 1.81     | Villanueva          |
| Cauca                     | Bárbara "Barbie" Rodríguez Nazarith   | 28   | 1.73     | Buenos Aires        |
| Cesar                     | Mary Trini Araque Díaz                | 21   | 1.72     | Valledupar          |
| Chocó                     | Yuri Vanessa Copete Mosquera          | 28   | 1.77     | Quibdó              |
| Córdoba                   | Carolina Guerra Agámez                | 23   | 1.65     | Medellín            |
| Cundinamarca              | Daniela Valentina Mejía Forero        | 20   | 1.78     | Soacha              |
| Guaviare                  | Leidy Xiomara Alfonso Aguirre         | 26   | 1.70     | El Retorno          |
| Huila                     | María José Vargas Fierro              | 20   | 1.75     | Neiva               |
| La Guajira                | María Victoria Martínez Daza          | 27   | 1.80     | Bogotá D.C          |
| Magdalena                 | Natalia Garizabal Vera                | 18   | 1.77     | Santa Marta         |
| Meta                      | María Juliana Franco Ramos            | 27   | 1.73     | Villavicencio       |
| Nariño                    | Dahiara García Henao                  | 23   | 1.73     | Cali                |
| Norte de Santander        | Jenifer Pulgarín Candelo              | 25   | 1.68     | Pereira             |
| Putumayo                  | Ximena Cataleya Candelo Hurtado       | 24   | 1.79     | Puerto Tejada       |
| Quindío                   | Yeraldin Grajales Arias               | 27   | 1.73     | Montenegro          |
| Risaralda                 | Alejandra Buitrago Carrasquilla       | 23   | 1.73     | Pereira             |
| Santander                 | Laura Juliana Lamus Vargas            | 23   | 1.74     | Bucaramanga         |
| Tolima                    | Juanita Sánchez González              | 19   | 1.73     | Bogotá D.C          |
| Valle del Cauca           | Angie Patricia Cuero Reina            | 18   | 1.81     | Buenaventura        |
| Vichada                   | Vanessa Saavedra Vega                 | 26   | 1.78     | Armenia             |

### Destituciones
- Córdoba - Luisa Fernanda Urango León fue retirada de la competencia por presentar documentación alterada en la que acreditaba tener una edad menor a la que realmente tenía, además, de que su edad real era mayor a la que el reglamento de Miss Universe Colombia estipula.

### Retiros
- Providencia y Santa Catalina - Josseidy Mileidy Escalona Bent no competirá por motivos personales.
- San Andrés - Valeria María Ayos Bossa no participará en el certamen por causas de salud.

### Suplencias
- Córdoba - Carolina Guerra Agámez fue nombrada como la nueva representante del departamento de Córdoba en sustitución de Luisa Fernanda Urango León.

## Datos acerca de las candidatas
Algunas de las candidatas nacieron o viven fuera del departamento al que representan, ya sea porque tienen un origen étnico distinto o porque les asignaron un departamento diferente al que querían representar:
- Dayana Cárdenas Mestra (Cabildo Encanto Amazonas) nació en Valledupar, Cesar.
- Juliana Aristizábal Bríñez (Caldas) y Vanessa Saavedra Vega (Vichada), nacieron en Armenia, Quindío.
- Carolina Guerra Agámez (Córdoba), nació en Medellín, Antioquia.
- María Victoria Martínez Daza (La Guajira), nació en Bogotá D.C.
- Dahiara García Henao (Nariño), nació en Cali, Valle del Cauca.
- Jenifer Pulgarín Candelo (Norte de Santander), nació en Pereira, Risaralda.
- Ximena Cataleya Candelo Hurtado (Putumayo), nació en Puerto Tejada, Cauca.
- Juanita Sánchez González (Tolima), nació en Bogotá D.C.

Otros datos significativos de algunas delegadas:
- Marelis Salas Julio (Cartagena) con 1.83 m. es la candidata de mayor estatura.
- Carolina Guerra Agámez (Córdoba) con 1.65 m. es la candidata de menor estatura.
- Génesis Andrea Quintero Pérez (Arauca), María del Mar Meza Sánchez (Bogotá D.C.), Bárbara Rodríguez Nazarith (Cauca) y Yuri Vanessa Copete Mosquera (Chocó) con 28 años, son las candidatas de mayor edad.
- Natalia Garizabal Vera (Magdalena) y Angie Patricia Cuero Reina (Valle del Cauca) con 18 años, son las candidatas de menor edad.
- Jenifer Pulgarín Candelo (Norte de Santander) es la primera candidata sorda en participar en el certamen.
- Dayana Cárdenas Mestra (Cabildo Encanto Amazonas) es la única representante de una comunidad indígena y no de un departamento o ciudad como tal. Esto debido a que, inicialmente, la candidata portaría la banda del Amazonas, pero debido a distintos inconvenientes con la Gobernación de dicho departamento, que alegaba que la joven no podía representarlos por no ser oriunda de allí, la población del Cabildo Encanto, grupo indígena de la región, le expresó su apoyo y le propuso a la Organización MUC que la participante fuese su delegada.

## Participación en otros concursos

### Reinados Internacionales
Miss Tierra
- 2017:  Meta - María Juliana Franco Ramos (Miss Tierra Agua / 1a. Finalista)

Miss Grand Internacional
- 2019:  Arauca - Génesis Andrea Quintero Pérez (Top 21)

Miss Tourism Queen of the Year International
- 2017:  Boyacá - Laura Michelle Montañez Medina (Top 30)

Miss Piel Dorada Internacional
- 2013:  Boyacá - Laura Michelle Montañez Medina

Reinado Internacional de la Ganadería
- 2017:  Arauca - Génesis Andrea Quintero Pérez (Ganadora)

Miss Bikini US
- 2019:  Bogotá D.C. - María del Mar Meza Sánchez

### Reinados Nacionales
Señorita Colombia
- 2018:  Bolívar - Laura Victoria Olascuaga Pinto (Virreina)

Miss Mundo Colombia
- 2015:  Arauca - Génesis Andrea Quintero Pérez

Miss Tierra Colombia
- 2017:  Meta - María Juliana Franco Ramos (Ganadora)

Miss Grand Colombia
- 2018:  Arauca - Génesis Andrea Quintero Pérez (Ganadora)
- 2018:  Casanare - Gina Paola Cazarán Bohórquez (Finalista)
- 2018:  Bogotá D.C. - María del Mar Meza Sánchez

Reinado Nacional del Café
- 2016:  Vichada - Vanessa Saavedra Vega (representando a  Quindío)
- 2015:  Quindío - Yeraldin Grajales Arias (Virreina)
- 2015:  Cartagena - Marelis Salas Julio (representando a  Bolívar)
- 2014:  Boyacá - Laura Michelle Montañez Medina

Reinado Nacional de la Ganadería
- 2016:  Arauca - Génesis Andrea Quintero Pérez (Ganadora)

Reinado Nacional del Turismo
- 2016:  Cartagena - Marelis Salas Julio (Ganadora)
- 2014:  Arauca - Génesis Andrea Quintero Pérez (Virreina)
- 2014:  Cauca - Bárbara "Barbie" Rodríguez Nazarith

Reinado Nacional del Folclor
- 2010:  Arauca - Génesis Andrea Quintero Pérez (Ganadora)

Reinado Nacional de la Miel
- 2015:  Chocó - Yuri Vanessa Copete Mosquera (Ganadora)

Miss Maja Colombia
- 2017:  Quindío - Yeraldin Grajales Arias (Ganadora)

Miss Belleza Natural Colombia
- 2015:  Cauca - Bárbara "Barbie" Rodríguez Nazarith (Ganadora)

### Reinados Departamentales
Señorita Bogotá
- 2019:  Huila - María José Vargas Fierro (Virreina)

- 2012:  Bogotá D.C. - María del Mar Meza Sánchez (Virreina)

Señorita Boyacá
- 2016:  Boyacá - Laura Michelle Montañez Medina

Señorita Cauca
- 2016:  Cauca - Bárbara "Barbie" Rodríguez Nazarith

Señorita Chocó
- 2014:  Antioquia - Carolina Londoño Mejía

Señorita Cundinamarca
- 2016:  Bogotá D.C. - María del Mar Meza Sánchez

Señorita Huila
- 2019:  Huila - María José Vargas Fierro